# بوستان جنگلی ورگاویج
پارک جنگلی ورگاویج در منطقه ورگاویج، کیلومتر ۳ جاده چالوس، پشت کمربندی چالوس به نوشهر قرار دارد. جنگل ورگاویج از شمال به دریای خزر، از جنوب به سلسله جبال البرز محدود می‌شود. این پارک علاوه بر جاذبه‌های گردشگری و توریستی، سیاست حفظ و حراست از گونه‌های نادر و حفاظت‌شدهٔ گیاهان جنگل‌های هیرکانی را به‌طور جدی دنبال می‌کند.

## وجه تسمیه
واژه ورگاویج از دو کلمه 'ورگا' و 'ویج' به زبان پهلوی تشکیل شده‌است. معادل فارسی ورگاویج سرزمین گرگ می‌باشد.

## امکانات
پارک جنگلی ورگاویج با آبشارها، چشمه‌های متعدد، چشم‌اندازهای زیبا و امکانات رفاهی پذیرای مسافران است. آلاچیق، نیمکت، نمازخانه، محل کمپ، پارکینگ، آنتن‌دهی تلفن‌همراه و سرویس بهداشتی از امکانات پارک جنگلی ورگاویج هستند.

## لوازم مورد نیاز
برای بازدید از این پارک جنگلی، کفش مخصوص پیاده روی بپوشید و عینک و کرم ضدآفتاب، کلاه، آب آشامیدنی، کمک‌های اولیه، کیسه زباله، پاوربانک، خوراکی‌های لازم و وسایل کمپینگ به همراه داشته همراه داشته باشید.

## پوشش‌های گیاهی
درختان و درختچه‌هایی همچون توسکا، لرگ، بلوط، آزاد، لیلکی، انجیر، داغداغان، انار، ازگیل، سرخ ولیک، گوجه جنگلی، توت، سیاه تلو، سیاه ال و سیاه اربه در جنگل ورگاویج قرار دارند.

## گونه‌های جانوری
در اطراف این جنگل پستاندارانی چون شوکا، مرال، خرس قهوه‌ای، پلنگ، روباه، گربه جنگلی، گراز و شغال زیست می‌کنند.

## طرح توسعه منطقه ورگاویج
پارک ورگاویج در منطقه‌ای به مساحت تقریبی ۶ هزار هکتار (جنگل‌های منطقه ورگاویج، خانیکان و پلهم کوتی) با هدف بزرگترین پارک خاورمیانه توسعه داده خواهد شد. مجتمع‌های تفریحی اقامتی که شامل ساخت کلبه‌ها، آلاچیق، شهربازی، محوطه ورزش جوانان و کودکان، اسکیت، تنیس، والیبال و غیره در این طرح اجرا خواهد شد.